# 横綱力士碑
横綱力士碑（よこづなりきしひ）は、富岡八幡宮の境内に建つ大相撲関連の石碑である。

## 概要

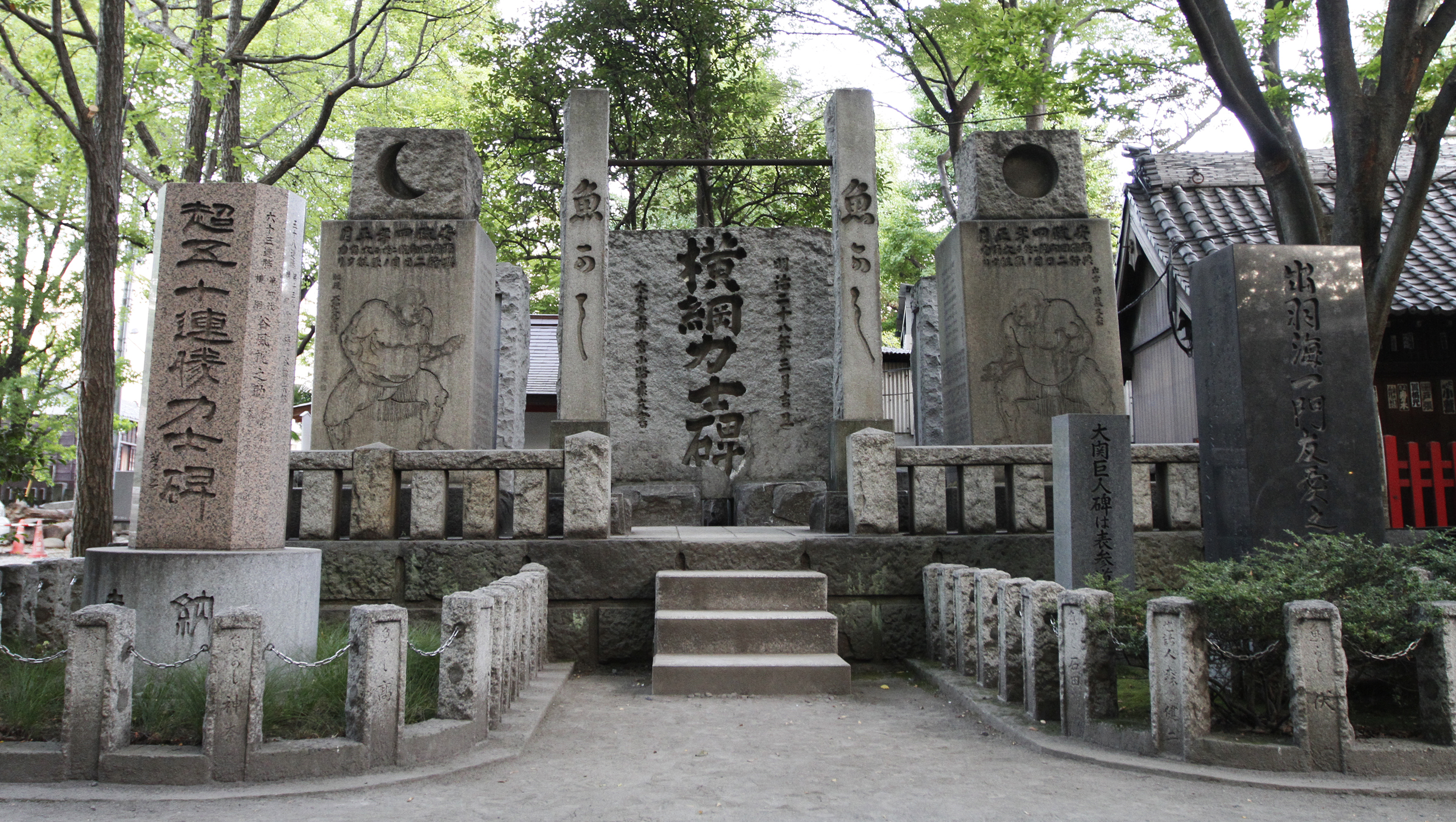
写真中央が横綱力士碑

歴代の横綱力士と強豪大関雷電爲右エ門を顕彰している。
12代横綱陣幕久五郎が発起人となって、明治33年（1900年）に完成。縦3メートル50センチ、厚さ1メートル、重さ20トンの白御影石で、正面に宮小路康文の揮毫で碑銘、裏面に初代明石志賀之助以降の横綱力士と、「無類力士」として雷電の名が並ぶ。綾川五郎次を2代目、丸山権太左衛門を3代目とする、現在一般的な歴代横綱表は、この碑に基くもの。初代から3代までを刻銘したこと（特に2代目と3代目の配置）は陣幕のミスであるとする後年の見解もある。
新横綱誕生のおりの刻名式は、太平洋戦争中の36代羽黒山政司から一時中断していたが、戦後になって40代東富士欽壹の昇進時に復活。しかし、まもなく刻名式は再び行われなくなってしまい、再度復活したのは平成10年（1998年）9月30日の66代若乃花勝（3代）の昇進時だった。以降は現在まで、境内で横綱土俵入りを行ってから刻名奉告祭を行うことが恒例となった。ただし、71代鶴竜力三郎の刻名報告祭（平成26年10月7日）では伝染病対策、73代照ノ富士春雄の刻名奉告祭（令和4年8月9日）ではコロナ禍で土俵入りが中止となっている。照ノ富士の刻名奉告祭は一般公開もされなかった。
裏面の刻銘欄は第45代若乃花幹士（初代）で埋まったため、両脇新たに副碑が二体建てられ、第46代朝潮太郎（3代）以降は向かって右側の副碑に刻印されている。副碑は片面21名分刻印可能であり、表面は第66代若乃花勝までの横綱名を刻印、裏面は第67代武蔵丸光洋から第73代照ノ富士春雄までの横綱名が刻印され、さらに第87代までの刻印のスペースがある。左側の副碑は完全に無記載で、あわせて第129代まで刻印できる。
複数の力士が同時に昇進した場合、先に引退した者が先代になることになっている。このため同時に昇進した横綱は、その者のどちらかが引退して代が確定するまで空欄にされる。例として47代柏戸剛と48代大鵬幸喜はこの同時昇進であり、両者の現役中は代が確定せず空欄にされ、その間に昇進した49代栃ノ海晃嘉と50代佐田の山晋松の名前が先に刻まれた。
この碑では、60代双羽黒光司の名前が誤記されている（実際には名乗ったことの無い「光治」と刻まれている）。
富岡八幡宮にあるこの石碑のほかに、野見宿禰神社の境内には歴代横綱之碑が建っている。歴代横綱之碑は横綱力士碑とは異なり、存命中の者は朱入りとなっている。